# Mihály Ács (fiul)
Mihály Ács (fiul) cunoscut și sub numele: Aachs sau Aács (n.28 februarie 1672, Győr – d. 28 aprilie 1710, Bardejov) a fost un scriitor eclesiastic evanghelic maghiar, fiul scriitorului Mihály Ács (tatăl) (1631-1708).